# Язичіє
Язи́чіє — один із типів штучно витвореної книжної мови, яку вживали в Галичині, Буковині та Закарпатті із середини XIX до початку XX століть. Створювали як поєднання місцевої народної мови з церковно-літературною. Нею писали москвофіли, прихильники мовної єдності з Росією. Язичіє не мало усталених правил та було малозрозумілим для більшості селян.
Назву мови дали українофіли під час полеміки з москофілами, прихильниками цієї книжної мови, і вона носить зневажливий відтінок.
Основою язичія була церковнослов'янська мова в суміші з російською, але з домішкою українізмів та полонізмів і з українською вимовою. В язичії застосовувалися кирилиця та історико-етимологічний правопис.
Підтримувалося «москвофілами», які гадали в такий спосіб досягти так званої мовної єдності з Росією, а також тими, хто заперечував здатність народної («мужичої») мови піднятися до рівня літературної.
Язичієм видавали ряд газет і журналів [які?], частина в 1887—1893 роках перейшла на російську літературну мову.
У час активного формування літературної мови на народній основі використання язичія було анахронізмом, воно гальмувало становлення загальнолітературних мовних норм. Українська демократична інтелігенція (Іван Франко та ін.) гостро критикувала язичіє як мову мертву, незрозумілу народові.

## Приклад тексту
Що єсть тепло и свѣтло — того дово̂дно оучени̂ єще не знаютъ. Но безъ свѣтла и тепла нїяка изъ нашихъ пашниць не може оудатися. — Свѣтло, здаеся, возбуджае въ рослинахъ силу, котрою они оуглянный квасъ, амонїякъ, воду, и другое поживлѣнье розкладаютъ на части, зъ ıакихъ тїи рѣчи повстаютъ, — и — потребное въ себе вживаютъ, остальное же назадъ воздухови о̂тдаютъ. На пр. оугляный квасъ розкладаютъ они на єго части, на квасородъ и оуглеродъ, и оуглеродъ вживаютъ въ себе, квасородъ же о̂тдаютъ воздухови, и тымъ способомъ воздухъ все о̂тсвѣжуютъ. Но все то дѣеся лишь днемъ при свѣтлѣ солнечно̂мъ, ночїю же нѣ; и также днемъ при захмарено̂мъ небѣ робота тая оуже имъ складно не иде, а для того въ хмарнїи роки овощи николи не буваютъ смачни̂ та тревали̂. (1875)